# Michio Hikitsuchi
Hikitsuchi Michio (1923 - 2 de febrero de 2004), fue un profesor de aikido.
Perdió a sus padres siendo muy joven, por lo que quedó a cargo de su abuela, maestra/ sensei de Naginata (alabarda japonesa), que le proporcionó una educación muy estricta.
A los 14 años conoció a Morihei Ueshiba, O Sensei, que le causó un gran impacto. Después de la Segunda Guerra Mundial se  reencontró con O Sensei, y con su ayuda construyó el Kumano Juku Dojo, en Shingū, prefectura de Wakayama, donde enseñó hasta unos años antes de su muerte.
Su Aikido se remontaba al enseñado por el fundador del Aikido en sus inicios, con énfasis en el trabajo con armas tradicionales como: el bokken (sable de madera) y el jo o bastón medio, incluyendo el uso de atemi waza (golpes o presión a puntos vulnerables, antes, durante y al concluir una técnica).
En diversas ocasiones viajó por Europa (1984, 1985, 1986, 1987, 1992, 1993, 1994, 1995, 1996 y 1998), dando cursos en París, Palma y Finlandia.
A su muerte recibió el nombre budista de Shin Ki Gen In Den Saimin iketsu Koji I

## Artes marciales que practicó
Durante toda su vida practicó diversas artes marciales, pero es conocido principalmente gracias al Aikido.
- Aikido, 10.º Dan
- Iaidō, 8.º Dan
- Judo
- Bōjutsu

## Alumnos
Algunos de sus alumnos más conocidos son:
- Yasushi Tojima, 9.º Dan
- Motomichi Anno, 8.º Dan
- Yanase Motoichi, 8.º Dan
- Tomio Ishimoto, 8.º Dan
- Gerard Blaize, 8.º Dan
- Clint George, 6.º Dan
- Diego Espinosa, 6 Dan
- Linda Holiday, 6.º Dan
- Jürg Steiner, 6.º Dan
- Jack Wada, 6.º Dan
- Charly Díez, 5.º Dan